# Улица Сиони
Улица Сиони (груз. სიონის ქუჩა) — улица в Тбилиси, в историческом районе Старый город, от улицы Котэ Абхази, имеет продолжением улицу Ираклия II.

## История

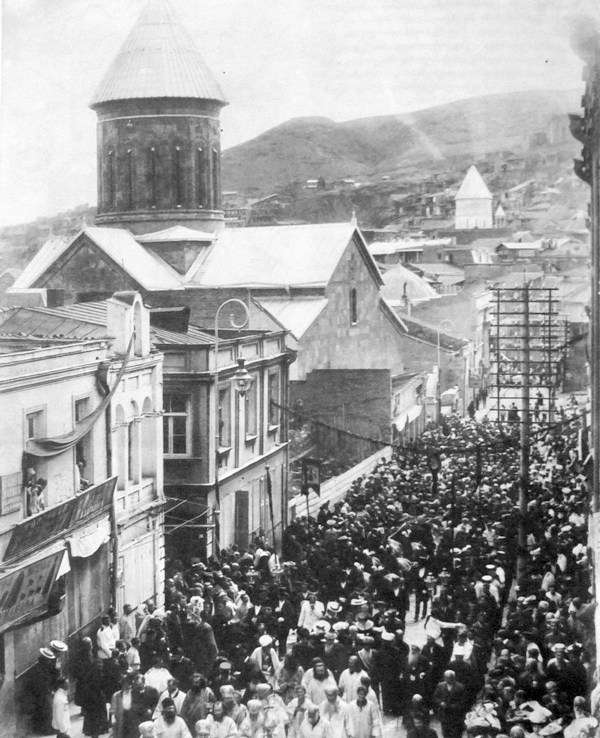
Похороны Ильи Чавчавадзе — процессия проходит мимо храма Сиони

Названа по находящемуся на улице собору Сиони (д. 6).
Прежнее название — Оружейная улица, по трудившимся на улице оружейникам. Здесь же располагались лавки менял и единственное в городе почтовое отделение. Название Сионская получила не позднее 1841 года. В 1921 году была переименована в улицу Николоза Бараташвили, в 1946 году — снова в Сиони.
Ранняя история улицы мало известна, поскольку весь её район был страшно разорён персами во время нашествия Ага Магомет хана (1795).
Вся гражданская застройка улицы (на плане царевича Вахушти 1735 года район улицы плотно застроен) была разрушена и воссоздавалась уже в середине XIX — начале XX века, после вхождения Грузии в состав Российской империи (1805) с использованием остатков прежних каменных строений как материала для новых построек и с возможным изменением трассировки улицы.
Во время похорон Ильи Чавчавадзе похоронная процессия прошла по улице мимо храма Сиони.

## Достопримечательности

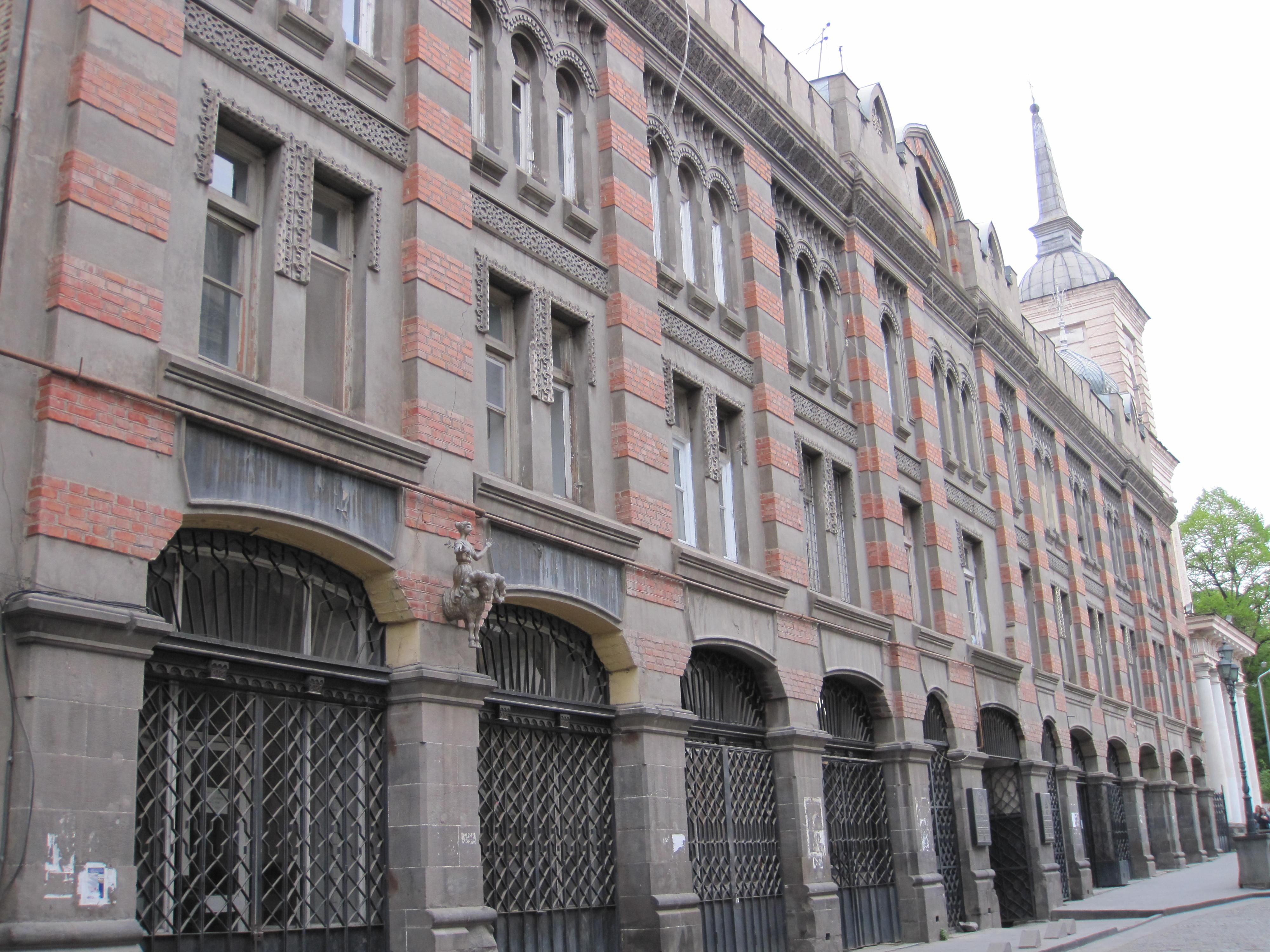
Тбилисская духовная семинария

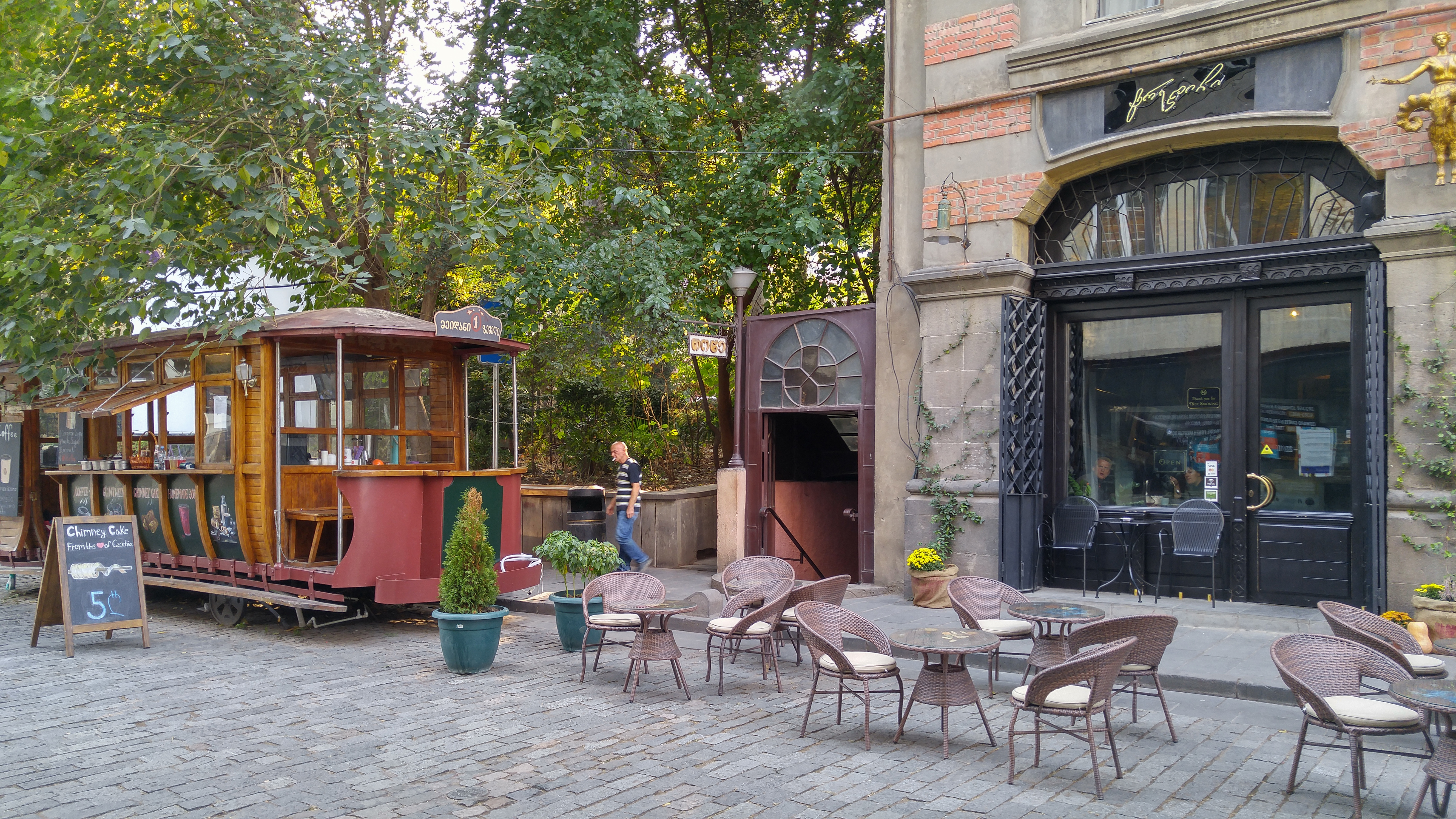
Конка

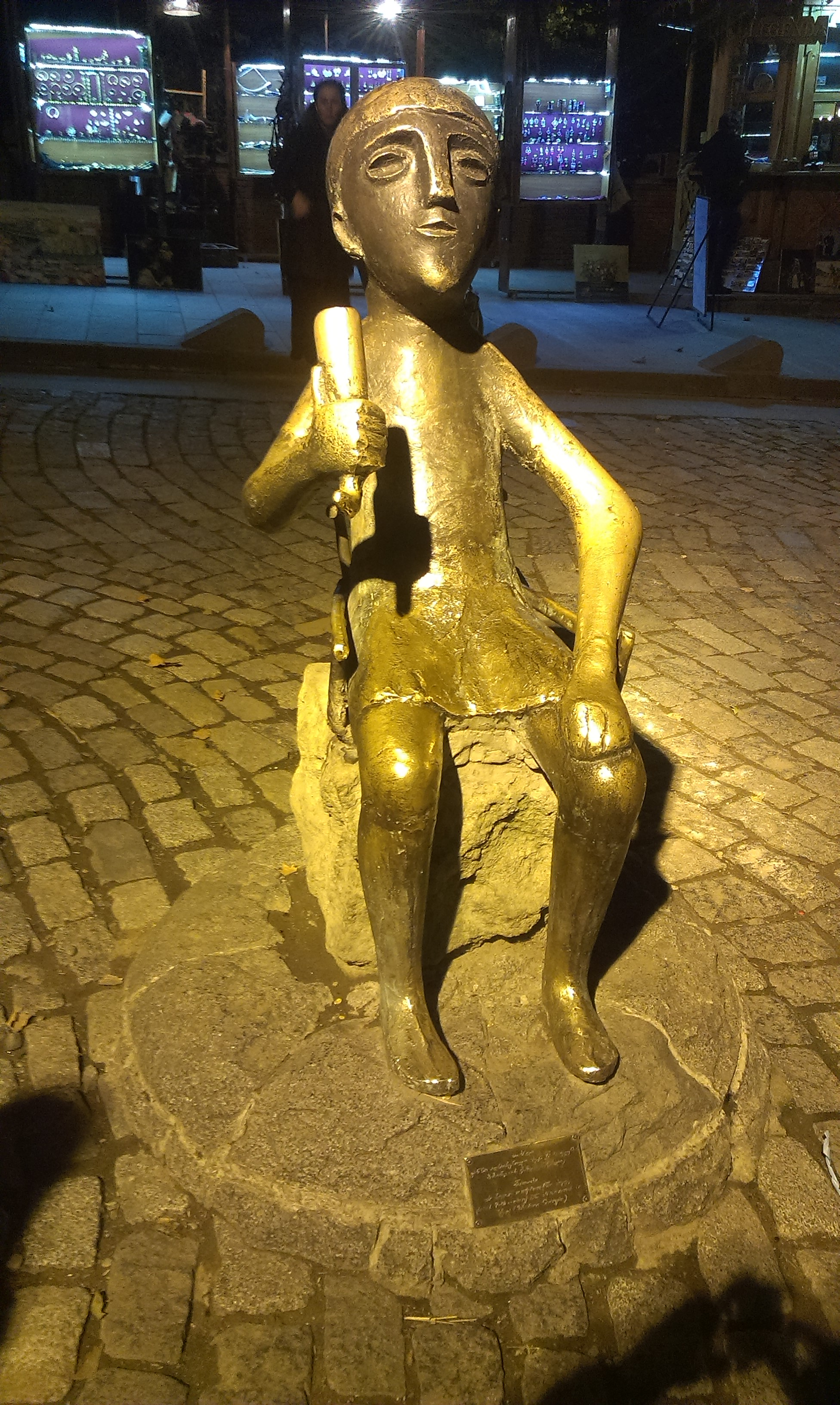
Статуя тамады

- Фигурка тамады из бронзы — увеличенная копия той, сделанной еще в VII до н. э., которую нашли археологи во время раскопок в Западной Грузии[4][5].
- д. 8 — Музей истории Тбилиси
- Тбилисская духовная академия и семинария[6].
- Кафе «Конка»[7].